# Театр Сан-Моизе
Театр Сан-Моизе итал. Teatro San Moisè — оперный театр, работавший в Венеции с 1640 по 1818 год. Он располагался в аристократическом районе города, недалеко от Палаццо Джустиниани и одноименной церкви Сан-Моизе у входа в Гранд-канал.

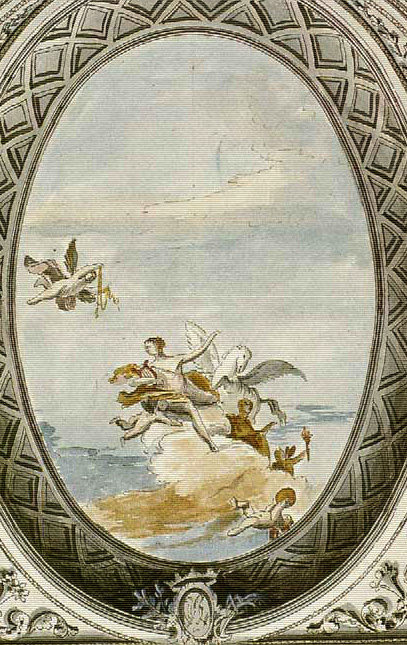
Акварельная копия потолочной фрески театра Сан-Моизе

## История
Театр был построен одной из ветвей семейства Джустиниани. При открытии театра исполнялась опера Клаудио Монтеверди «Арианна» (партитура оперы была впоследствии утрачена). Затем Сан-Моизе перешел в руки семьи Зейн и использовался компанией Феррари, занимающейся устройством спектаклей комедии дель арте.
Либреттист Джованни Фаустини, работавший с одним из самых значительных венецианских оперных композиторов XVII века Франческо Кавалли, был одним из первых импресарио Сан-Моизе. Несмотря на то, что это был один из самых маленьких венецианских театров, Сан-Моизе был одним из самых влиятельных в венецианском оперном мире. В 1668 году вместимость его зала была увеличена до восьмисот мест.
Шесть лет спустя, в 1674 году, деятельность театра получила мощный импульс благодаря инициативе импресарио Франческо Сантурини, который снизил цены на билеты вдвое, до двух лир, что привело к настоящему буму оперы и появлению новых оперных театров. 
В начале XVIII века в Сан-Моизе работали Франческо Гаспарини, Антонио Вивальди, Марк Антонио Зиани и Томазо Альбинони. В 1740-х годах неаполитанская опера-буффа достигла Венеции, и Сан-Моизе был одним из первых театров, которые занимались постановкой произведений в этом жанре, в частности, работ Бальдассаре Галуппи в сотрудничестве с Карло Гольдони.
Между 1770-ми и 1780-ми годами театром руководил плодовитый либреттист Джованни Бертати, Poeta Cesareo (или придворный поэт) итальянской оперы в Вене, автор Dramma giocoso, таких как «Паскуале Анфосси».
Сан-Моизе закрылся в 1818 году после представлений некоторых фарсов Джоакино Россини. Первоначально он был повторно использован как кукольный театр, а затем перестроен под названием Teatro Minerva; наконец, в конце девятнадцатого века его здание было отремонтировано, а театр частично переоборудован в магазин, а частично — в жилые апартаменты. В июле 1896 года в Teatro Minerva состоялась первая в Венеции демонстрация кино с помощью оборудования братьев Люмьер. В 1906 году здесь всё ещё работал кинотеатр, но позднее он был снесен. В настоящее время на месте бывшего театра Сан-Моизе находится здание с магазином и жилыми апартаментами. 

## Премьеры театра Сан-Моизе
- 1642: L'amore innamorato  Франческо Кавалли
- 1649: L'Euripo Франческо Кавалли
- 1685: Clearco in Negroponte Доменико Габриелли
- 1716: «Постоянство, торжествующее над любовью и ненавистью» / La costanza trionfante degl'amori e de gl'odii Антонио Вивальди
- 1717: Tieteberga Антонио Вивальди
- 1718: Artabano, re dei Parti Антонио Вивальди
- 1718: «Армида в Египетском лагере» / Armida al campo d'Egitto Антонио Вивальди
- 1718: Gl’inganni per vendetta Антонио Вивальди
- 1750: Il mondo nella luna Бальтазаре Галуппи
- 1757: «Меропа» / Merope Леопольда Гассмана
- 1758: Issipile Леопольда Гассмана
- 1759: Gli uccellatori Леопольда Гассмана
- 1760: Filosofia in amore Леопольда Гассмана
- 1762: Un pazzo ne fa cento Леопольда Гассмана
- 1765: L'amore in ballo Джованни Паизиелло
- 1766: Le serve rivali Томмазо Траетты
- 1773: L'innocente fortunata Джованни Паизиелло
- 1774: Le nozze in contrasto Джованни Валентини
- 1775: La contadina incivilita Паскуале Анфосси
- 1775: Didone abbandonata Паскуале Анфосси
- 1775: L'avaro Паскуале Анфосси
- 1776: Le nozze disturbate Джованни Паизиелло
- 1777: Lo sposo disperato Паскуале Анфосси
- 1778: Ezio Паскуале Анфосси
- 1778: La forza delle donne Паскуале Анфосси
- 1779: Azor Re di Kibinga Паскуале Анфосси
- 1781: Gli amanti canuti Паскуале Анфосси
- 1781: Il trionfo di Arianna Паскуале Анфосси
- 1787: L'orfanella americana Паскуале Анфосси
- 1787: Don Giovanni Tenorio Джузеппе Гаццаниги
- 1801: Martino Carbonaro Джузеппе Гаццаниги
- 1802: Le metamorfosi di Pasquale Гаспаре Спонтини
- 1810: Adelina Пьетро Генерали
- 1810: La cambiale di matrimonio Джоаккино Россини
- 1811: L'equivoco stravagante Джоаккино Россини
- 1812: L'inganno felice Джоаккино Россини
- 1812: La scala di seta Джоаккино Россини
- 1812: L'occasione fa il ladro Джоаккино Россини
- 1813: Il signor Bruschino Джоаккино Россини
- 1815: Bettina vedova Джованни Пачини